# Катерін Морено
Катерін Морено (ісп. Katerine Moreno, 4 травня 1974) — болівійська плавчиня.
Учасниця Олімпійських Ігор 1988, 2000, 2004, 2008 років.